# Kees Veldboer
Kees Veldboer Saw (Países Bajos, 1959-26 de julio de 2021) fue un enfermero neerlandés, fundador de la Fundación Ambulancia del Deseo.

## Biografía
Kees Veldboer nació en los Países Bajos. En 2007, cuando llevaba trabajando veinte años como conductor de ambulancia, acordó llevar a un enfermo terminal, Mario Stefanutto, marinero retirado al puerto de Róterdam, para que éste pudiera cumpir su último deseo: despedirse de ese puerto holandés antes de morir. Después de hacer algunas llamadas y pedir prestada una ambulancia, Veldboer pudo hacer feliz a Stefanutto durante unas horas y cumplir su último deseo. Dos meses después, Veldboer creó la fundación Stichting Ambulance Wens (Ambulance Wish Netherlands Foundation AWNF - Fundación Ambulancia del Deseo), como una manera de proporcionar cuidados paliativos a enfermos terminales.
El 26 de julio de 2021 Veldboer falleció inesperadamente de un paro cardíaco, a los 62 años.

## Fundación Ambulancia del Deseo
La Fundación Ambulancia del Deseo (Ambulance Wish Netherlands Foundation AWNF - Stichting Ambulance Wens) es un grupo de 270 voluntarios capacitados médicamente que cumplen los últimos deseos de pacientes terminales inmóviles (personas que dependen del transporte en ambulancia) diariamente, utilizando ambulancias especialmente desarrolladas para este propósito.
La fundación trata de animar a las personas que no tienen mucho tiempo de vida haciendo realidad su último deseo. Desde 2007 se han cumplido 16.000 últimos deseos, la fundación se ha convertido en noticia mundial y la iniciativa ha dado lugar a proyectos similares en innumerables países. La fundación publica diariamente en el sitio web y las redes sociales qué deseos se cumplirán ese día. Los voluntarios llevan a los pacientes en ambulancia al lugar de su deseo. En algunos casos, los pacientes son trasladados al extranjero.
Desde el 3 de agosto de 2012, la AWNF tiene su propia casa de vacaciones. Denominada la Casa Jan Bos, está situada en los bosques de Beekbergen. La casa Jan Bos está diseñada de tal manera que el paciente reclinado puede viajar por la casa con una camilla, pudiendo salir también al exterior. También existe la opción de duchar al paciente mientras está acostado. Los pacientes, acompañados por un miembro de su familia, pueden utilizar esta casa de forma gratuita durante un máximo de dos días, atendidos por voluntarios de la fundación.
En España, algunos sanitarios murcianos invitaron a Kees a una conferencia en 2018. Después de escucharle, Laura Juguera y Carolina Cánovas, fundadoras del proyecto, se animaron a poner por obra su iniciativa en la Región de Murcia. La Ambulancia del Deseo lleva operando, en Murcia desde entonces.

## Premios y distinciones
- Premio Outlook Inspirations Award, otorgado por BBC (2016) a Veldboer al ser considerado el hombre más inspirador para otras personas.[7]